# Каламас
Каламас (на гръцки: Καλαμάς), известна също като Θύαμις и Γλυκύς, е река в Епир в Гърция. Тя се влива в Йонийско море. Реката в Древна Гърция е спомената от Павзаний като намираща се в Теспротия.
Каламас извира северозападно от Янина. Дължината ѝ е 115 км.